# Edo Hafner
Pour les articles homonymes, voir Hafner.
Temple de la renommée slovène : 2007
Edo Hafner (né le 19 janvier 1955 à Jesenice en République socialiste de Slovénie) est un joueur slovène de hockey sur glace devenu entraîneur.

## Biographie

### Carrière en club
Dès 1969, il débute en senior avec le HK Kranjska Gora. Il rejoint le HK Jesenice en 1972. Dix ans plus tard, il part dans la Serie A avec le HC Alleghe. Il met un terme à sa carrière en 1991 à la suite d'une blessure et devient entraîneur des équipes de jeunes entre autres à Jesenice.

### Carrière internationale
Il a représenté l'Équipe de Yougoslavie de hockey sur glace. Il détient le record de matchs avec cette équipe avec un total de 203 parties pour 108 buts et 79 assistances. Il a participé à onze championnats du monde ainsi qu'aux Jeux olympiques de 1976 et 1984.